# Saropogon zopheropterus
Saropogon zopheropterus là một loài ruồi trong họ Asilidae. Saropogon zopheropterus được Janssens miêu tả năm 1969. Loài này phân bố ở vùng Cổ Bắc giới và châu Á.